# Edwards County (Kansas)
Edwards County je okres ve státě Kansas v USA. K roku 2010 zde žilo 3 037 obyvatel. Správním městem okresu je Kinsley. Celková rozloha okresu činí 1 611 km².